# Zaščitna očala
Zaščitna očala se uporabljajo za zaščito oči, ki so izpostavljene poškodbam in spadajo med najbolj občutljive dele telesa. Pri vseh delih, kjer obstaja nevarnost poškodb zaradi kemičnih ali fizikalnih vplivov,  moramo oči varovati z  osebnimi varovalnimi sredstvi, kot so zaščitna očala, maske, ščitniki. Zaščitna očala se uporabljajo, tako v delovnem, kot v športnem okolju.
Varovalna sredstva za zaščito oči morajo zagotavljati zaščito pred, delci manjših hitrosti in prahom, delci z višjo energijo gibanja, škodljivimi sevanji (UV in IR-sevanje), brizgajočimi materiali višjih temperatur, jedkimi takočinami in trdimi snovmi, dražljivi plini in pare.

## Zgodovina
Že Eskimi so izdelovali zaščitna snežna očala iz rogovja karibuja (ang. Caribou), lesa in raznih školjk, da bi zaščitili oči pred snežno slepoto UV-sevanje. Očala so bila ukrivljena, tako da so se prilegala obrazu, del roževine, ki je nalegal na obraz so zadaj izdolbli za nos, tako so pridobili boljši prileg. V sprednji del so naredili tanko zarezo, ki je omogočala pogled in hkrati omejila preveliko sevanje UV-žarkov. Očala so nosili pritrjena okoli glave s karibujevo tetivo.
V začetku 20. stoletja, so zaščitna očala začeli uporabljati vozniki avtomobilov z namenom, da se prepreči draženje oči zaradi prahu in vetera. Prav tako pa so očala začeli uporabljati tudi piloti, za zaščito oči pred vetrom in raznim tujki v zraku.

## Standardi
EN 165 - Osebno varovanje oči - Leksikon
EN 166 - Osebno varovanje oči – Specifikacije
EN 167 - Osebno varovanje oči -  optične preizkusne metode
EN 168 - Osebno varovanje oči -  brez optičnih metod testiranja
EN 169 - Osebno varovanje oči – Filtri za varilne in sorodne tehnike - Zahteve prepustnosti in priporočena uporaba
EN 170 - Osebno varovanje oči – Ultravijolični filtri - Zahteve za prepustnost in priporočena uporaba
EN 171 - Osebno varovanje oči - Zaščitni filtri za IR-svetlobo, Zahteve za prepustnost in njihova uporaba
EN 172 - Osebno varovanje oči – Zaščita pred sončno svetlobo, uporaba v industrijskih okoljih
EN 174 - Osebno varovanje oči - Smučarska očala
EN 175 - Osebno varovanje oči - Oprema za varovanje oči in obraza pri varjenju in podobnih postopkih
EN 207 - Osebno varovanje oči - Filtri za zaščito oči pred laserskim sevanjem (laserska zaščitna očala)
EN 208 - Osebno varovanje oči - Pripomočki za zaščito oči pri nastavitvah laserja in laserskih sistemih
EN 379 - Osebno varovanje oči – Samozatemnitveni filtri za varjenje
EN 1731 - Osebna oprema za varovanje oči – Ščitniki za oči in obraz
EN 1836 - Osebno varovanje oči - Sončna očala in zaščitni filtri za splošno uporabo, ter filtri za direktno opazovanje sonca
EN 1938 - Osebno varovanje oči - Zaščitna očala za motoriste in mopediste
EN 12254 - Vizirji za uporabo na delovnem mestu, kjer potekajo dela z laserskimi napravami

## Delovno okolje
Zaščita oči pri delu je pomembna in obvezna, saj lahko razni zunanji vplivi povzročijo nepopravljivo škodo na očeh. V različnih delovnih okoljih, imamo lahko veliko nepredvidljivih situacij od raznih letečih delcev, različnih hitrosti do zaščite pred UV-sevanji.
Zaradi različnih delovnih pogojev, morajo zaščitna očala zadostiti zahtevam evropskih standardov EN 166 in morajo biti certificirana s strani neodvisnih inštitucij, ki so usposobljene za testiranje in izdajo potrdil o skladnosti izdelka. Pogosto se uporabljajo zaščitna očala z dodatno opremo npr. stekla za varjenje. Standard EN 166, predpisuje 100% UV zaščito za osnovna klasična očala, ki se uporabljajo kot osebna varovalna oprema za delovna okolja. Varovalna očala moramo vedno uporabljati takšna kot predpisuje standard. Poškodovana  zaščitna očala ( počeno steklo, polomljen okvir) je potrebno zamenjati z nadomestnim oziroma novimi.
Zaščitna očala se uporabljajo v različnih delovnih industrijskih okoljih kot so kamnoseštvo, obdelava lesa in obdelava kovin, kemični laboratoriji kjer se uporabljajo tako imenovana kemična očala, pravtako zasledimo zaščitna očala v zdravstvu, kjer se uporabljajo laserji. Očala, kjer se uporabljajo laserji so večinoma  izdelana iz plastike in ščitijo oči pred prekomerno svetlobo ali sevanjem, ki prihaja skozi leče, ki so pravzato močno tonirane.
Za uporabnike z dioptrijo pa obstajajo tudi večje zaščitna očala, ki se jih namesti  preko očal z dioptrijo. Pri električnem in  avtogenemu varjenju, pa morajo osebe, ki to delo opravljajo nositi posebna očala, v nasprotnem primeru lahko pride do hudih opeklin roženičnega epitela ( ophthalmia photoelectrica).

## Vojaško okolje
Pri uporabi zaščitnih očal v vojski govorimo o tako imenovanih taktičnih očalih. Poleg klasične zaščite pred svetlobo, prahom in raznimi delci, ki se gibajo v okolju tu v ospredje postavljamo predvsem zaščito pred nevarnostimi raznih izstrelkov in posledic, ki pri tem nastajajo (delci z višjo energijo gibanja).
Različni razredi zaščite, ki jih uporabljajo nekatere države npr. ZDA(ANSI-standardi) ali vojaške organizacije npr. NATO(STANAG-standardi), določajo velikost projektilov in njihovo hitrost, ki jo morajo zdržati posebni materiali(polikarbonati) iz katerih so narejena očala. 
Standard STANAG 2920 je balistični standard zveze NATO in pravi da je vsaka leča izpostavljena jeklenemu valju, velikosti kalibra 22mm, ki doseže hitrost 275 m/s.
Obstajajo različne izvedbe taktičnih očal, od sončnih očal z nastavljivim prileganjem na obraz, do modelov ki uporabljajo razne trakove za boljši oprijem. Zelo pomemben dejavnik je kompatibilnost očal s pripadajočo zaščitno čelado.

## Šport in prosti čas
Zaščitna očala, ki ščitijo pred vremenskimi vplivi, najdemo v uporabi pri mnogih športih, ki se odvijajo na prostem, to pa pomeni da so očala prilagojena za  vsako športno panogo posebej.
- Smučarska in snežna očala se prilagajajo obrazu in ščitijo pred naletavanjem snega, kakor tudi pred škodljivim UV-sevanjem.
- Kolesarska očala se tesno prilegajo obrazu, imajo relativno veliko površino, zato niso moteča za obraz, oči  pa ščitijo pred uporom vetra in s tem povezano izsuševanje oči, kakor tudi pred mrčesom, ki se nahaja v ozračju, pravtako očala nimajo močnih stranskih robov, kar povečuje vidno polje. Uporabniki takšnih očal povečajo prometno varnost in s tem posledično prispevajo k zmanjšanju prometnih nezgod.
- Stekla plavalnih očal prvenstveno preprečijo stik oči z vodo. Tako ne more priti v oči klor in tujki, ki plavajo v vodi, posledično pa imamo dobro vidljivost pod vodo.
- Športna očala so pod močnim vplivom mode in celo določajo modne trende, da pa bi lahko nosili takšna očala tudi ljudje z dioptrijo so številni proizvajalci ponudili korekcijske leče.

## Korekcijska zaščitna očala
Korekcijska zaščitna očala so kombinacija med korekcijskimi in zaščitnimi očali in tako združujejo dioptrijo z zaščito oči proti mehanskim, kemičnim ali optičnim vplivom. Potencialne nevarnosti v vsakdanjem delu pa so opisane v zakonu o uporabi osebne varovalne opreme.

### Uporaba
V vsakdanjem delu smo izpostavljeni veliko nevarnostim za oči, od kemikalij do raznih opilkov, da pa ne bi poškodovali oči morajo ljudje z dioptrijo upoštevati določene varnostne ukrepe. Zakon pravi, da očala, ki niso standardizirana, kot zaščitna očala nimajo varovalnega učinka. Delodajalec je dolžan omogočiti primerna zaščitna sredstva tudi ljudem, ki imajo dioptrijo. Korekcijska zaščitna očala pa morajo istočasno zagotoviti zaščito oči in korekcijo vida ljudem, ki imajo dioptrijo, priporoča se da je funkcija zaščite in korekcije združena.

### Funkcija
Zakon (BGR 192) o korekcijskih zaščitnih očalih pravi, da so takšna očala sestavljena iz okvirja in zaščitno-korekcijskimi lečami, tako omogočajo ljudem z dioptrijo (kratkovidni ali dolgovidni), enake pogoje dela in jih zaščiti pred raznovrstnimi nevarnostmi v njihovem delovnem okolju.
Leče korekcijsko-zaščitnih očal so izdelane tako prenesejo večje natezne sile, kot leče standardnih očal. Prav tako je tudi okvir prilagojen za zahteve delovnega mesta, oziroma specifičnega delovnega okolja, npr. posebno velike leče za širše vidno polje ali pa stranska zaščita, ki prepreči vstop tujkov s strani. Očala bodo služila svojemu namenu, če nas ne bodo ovirala pri nošenju in delu.
Pri pravilni izbiri in namestitvi zaščitno-korekcijskih očal nam pomaga optik, njegova naloga je, da so očala narejena tako za uporabnika, kot za delovno okolje v katerem jih bo uporabljal. Zato mora biti pri izbiri zaščitno-korekcijskih očal upoštevan standard EN 166. Dobavitelj lahko izda očala uporabniku, samo ob upoštevanju vseh standardov, ki so predpisana za določen tip.

### Začasne rešitve
Za zaščito oči ljudi z dioptrijo pred nevarnostmi poškodb, se lahko začasno uporabi tudi improvizirane pripomočke, ki pa ne predstavljajo dolgotrajne rešitve. Za kratkotrajna dela(nekaj minut), lahko uporabimo zaščitna očala, ki jih namestimo pred klasična korekcijska očala, razne vizirje itd.
Potrebno pa je poudariti, da uporaba takšnih zaščitih kombinacije lahko nevarno ogrozijo uporabnika, kajti pri teh začasnih rešitvah se lahko pojavi zrcaljenje ali pa dvojni vid.

### Povračilo stroškov
Stroške za nabavo zaščitno-korekcijskih očal nosi delodajalec. Tako pravi tudi zakon (BGR 192): 2 odstavek o osebni varovalni opremi, da mora delodajalec zagotoviti zaščito oči in obraza, če se nevarnost ne more preprečiti kako drugače, ter  nadaljuje da je strošek nabave zaščitno-korekcijskih očal dolgotrajna naložba, ki se izplača: " Nabava teh očal res ni majhen strošek, to velja v vseh primerih pri uporabi na daljši rok pa se le to izplača, ker zaščiti zaposlene ti pa lahko delajo brez poškodb polni delovni čas, tako da ne pride do izpada dobička in s tem povezanih stroškov ter izboljša kvaliteto dela. To so potrdile tudi študije.

## Povezave
- OVO - Osebna varovalna oprema[mrtva povezava]
- Caribou
- Vizir
- Očala (slike, kategorije , vrste)
- STANAG-NATO